# 利纳雷斯德里奥夫里奥
利纳雷斯德里奥夫里奥，是西班牙卡斯蒂利亚-莱昂萨拉曼卡省的一个市镇。 总面积28平方公里，总人口999人（2001年），人口密度36人/平方公里。